# Parnaenus cyanidens
Espèce
Synonymes
- Phidippus cyanidens C. L. Koch, 1846
- Parnaenus recurvus Chickering, 1946
- Sassacus poecilopus Caporiacco, 1947

Parnaenus cyanidens est une espèce d'araignées aranéomorphes de la famille des Salticidae.

## Distribution
Cette espèce se rencontre du Guatemala à la Bolivie.

## Publication originale
- C. L. Koch, 1846 : Die Arachniden. Nürnberg, vol. 13, p. 1-234 (texte intégral).